# In the Navy (single)
In The Navy is een nummer van de Amerikaanse band Village People.
Het nummer kwam uit in 1979 en stond 10 weken in de Nederlandse Top 40, waarvan het één week op de eerste plaats stond.

## Nederlandse versies
In 1979 werd het lied geparodieerd door De Strangers met als titel Bij de rijkswacht.
In 1995 werd de melodie in Nederland bekend toen het werd geparodieerd door Ome Henk met als titel Op de camping.

## Hitnoteringen

### Nederlandse Top 40
| Hitnotering: 24-03-1979 t/m 26-05-1979 | Hitnotering: 24-03-1979 t/m 26-05-1979 | Hitnotering: 24-03-1979 t/m 26-05-1979 | Hitnotering: 24-03-1979 t/m 26-05-1979 | Hitnotering: 24-03-1979 t/m 26-05-1979 | Hitnotering: 24-03-1979 t/m 26-05-1979 | Hitnotering: 24-03-1979 t/m 26-05-1979 | Hitnotering: 24-03-1979 t/m 26-05-1979 | Hitnotering: 24-03-1979 t/m 26-05-1979 | Hitnotering: 24-03-1979 t/m 26-05-1979 | Hitnotering: 24-03-1979 t/m 26-05-1979 | Hitnotering: 24-03-1979 t/m 26-05-1979 |
| Week                                   | 1                                      | 2                                      | 3                                      | 4                                      | 5                                      | 6                                      | 7                                      | 8                                      | 9                                      | 10                                     |                                        |
| -------------------------------------- | -------------------------------------- | -------------------------------------- | -------------------------------------- | -------------------------------------- | -------------------------------------- | -------------------------------------- | -------------------------------------- | -------------------------------------- | -------------------------------------- | -------------------------------------- | -------------------------------------- |
| Nummer                                 | 19                                     | 10                                     | 4                                      | 2                                      | 1                                      | 2                                      | 3                                      | 7                                      | 19                                     | 37                                     | uit                                    |

### Nationale Hitparade
| Hitnotering: 31-03-1979 t/m 09-06-1979 | Hitnotering: 31-03-1979 t/m 09-06-1979 | Hitnotering: 31-03-1979 t/m 09-06-1979 | Hitnotering: 31-03-1979 t/m 09-06-1979 | Hitnotering: 31-03-1979 t/m 09-06-1979 | Hitnotering: 31-03-1979 t/m 09-06-1979 | Hitnotering: 31-03-1979 t/m 09-06-1979 | Hitnotering: 31-03-1979 t/m 09-06-1979 | Hitnotering: 31-03-1979 t/m 09-06-1979 | Hitnotering: 31-03-1979 t/m 09-06-1979 | Hitnotering: 31-03-1979 t/m 09-06-1979 | Hitnotering: 31-03-1979 t/m 09-06-1979 | Hitnotering: 31-03-1979 t/m 09-06-1979 |
| Week                                   | 1                                      | 2                                      | 3                                      | 4                                      | 5                                      | 6                                      | 7                                      | 8                                      | 9                                      | 10                                     | 11                                     |                                        |
| -------------------------------------- | -------------------------------------- | -------------------------------------- | -------------------------------------- | -------------------------------------- | -------------------------------------- | -------------------------------------- | -------------------------------------- | -------------------------------------- | -------------------------------------- | -------------------------------------- | -------------------------------------- | -------------------------------------- |
| Nummer                                 | 5                                      | 1                                      | 1                                      | 2                                      | 2                                      | 5                                      | 9                                      | 19                                     | 24                                     | 35                                     | 43                                     | uit                                    |